# Vilamitjana
|  | Per a altres significats, vegeu «Vilamitjana (desambiguació)». |

Aquest article és sobre la vila d'aquest nom. Per a l'antic municipi, vegeu Vilamitjana (antic municipi).:
Vilamitjana, o Vilamitjana de la Conca, és una vila constituïda en entitat municipal descentralitzada (EMD) pertanyent actualment al terme municipal de Tremp, al Pallars Jussà. Fou cap d'un municipi independent fins al 1972.
És situada en una posició molt cèntrica, dins de la seva comarca, a 4 km al sud-est del cap de Tremp, cap del municipi actual, a la riba esquerra del canal de Gavet i dalt d'un petit turó que domina la plana regada per la Noguera Pallaresa, a la Conca de Tremp. Davant seu mateix, a ponent i a l'altre costat de la Noguera Pallaresa té el poble de Palau de Noguera.
El nucli antic té una disposició urbana de vila closa, construïda dalt d'un tossalet que domina la plana, amb les cases formant un clos accessible per diversos portals. El pas del temps ha fet que en la zona més plana del sud-oest del clos de la vila s'anés desenvolupant un nucli més modern, que arriba al lloc per on es va fer passar, més modernament, la carretera.
La vila closa estava dominada pel castell, que era al capdamunt, a prop de l'església de Santa Maria, en el lloc que encara es coneix amb el topònim del Castell, on en queden diverses restes.

## Llocs d'interés

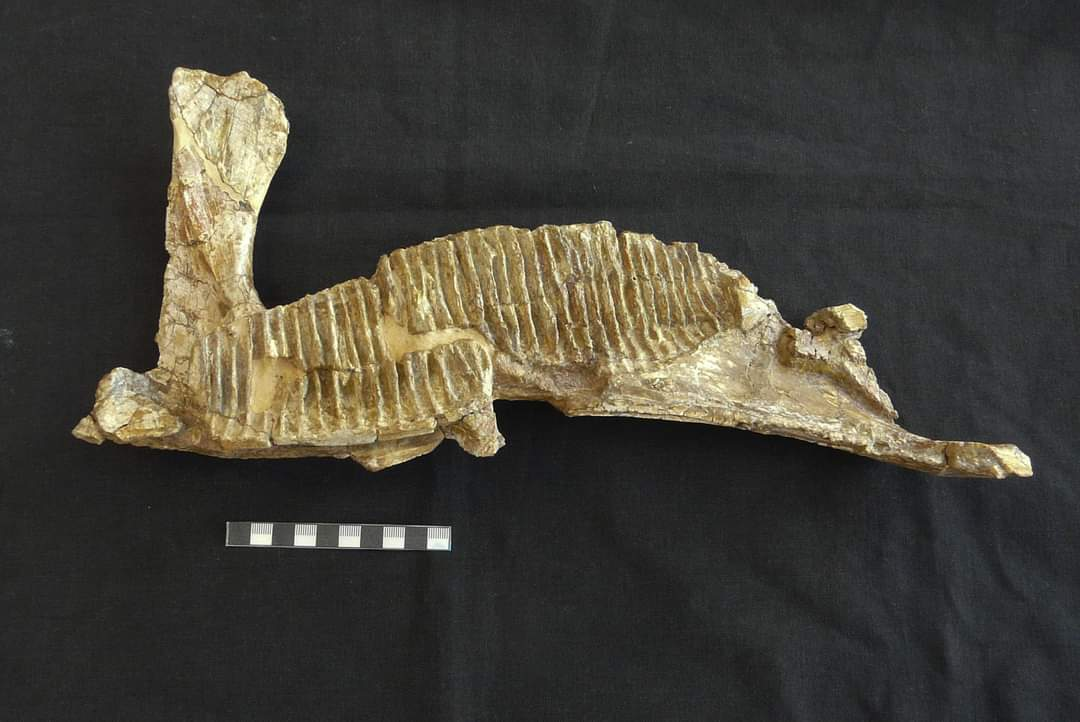
Aquest dentari d'hadrosaure es pot veure en el Museu de la Conca d'ellà a Isona

Vilamitjana és coneguda per la troballa realitzada el 2006, d'un important jaciment d'ossos de dinosaure en el jaciment paleontològic: Les Serretes en el qual cal destacar el dentari d'hadrosaure més gran de Catalunya i el segon més gran d'Espanya, i dues dents de dinosaure carnívor pertanyents a noves espècies encara per descriure. A més, es va constatar que les diferents restes d'hadrosaure pertanyen a un mateix individu, resultant ser aquest el més complet de Catalunya.

## Etimologia
Es tracta d'una lsegle xii,robab ment po deblada ja en la seva fundació amb la finalitat de ser un nucli comercial i defensiu important, per la qual cosa es va declarar vila des del primer moment.
La segona part del topònim, mitjana, no té res a veure amb la mida de la població, sinó en la seva situació, mitjana entre les viles de Tremp i Figuerola d'Orcau.

## Història
Vilamitjana és esmentada ja en un document del 1172, com a domini del bisbe d'Urgell. Aquest domini va perdurar fins al segle xix. Tanmateix, podria correspondre al lloc de Calcina, esmentat el 973.

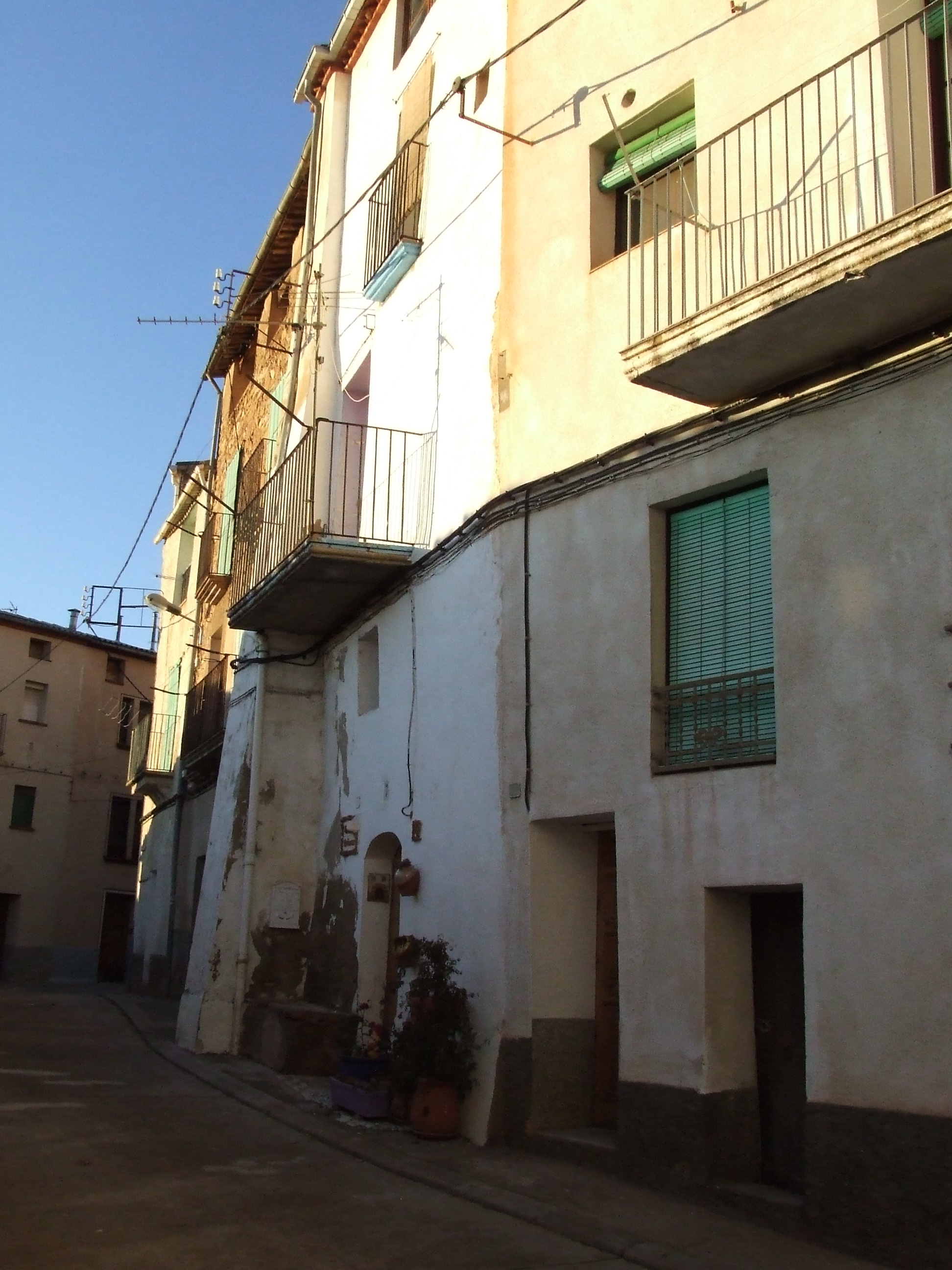
Angle sud-oest del clos de la vila, format per les mateixes cases

El 1378 hi consten 15 focs, que havien passat a 40 el 1553 (cal comptar una mitjana de 5 habitants per foc, o casa). El 1718 ja tenia 220, que havien més que doblat el 1787: 489.
Fins a l'abolició dels senyorius, el 1831, Vilamitjana pertangué senyorialment al bisbe d'Urgell.
Quan Pascual Madoz publica, el 1845, el seu Diccionario geográfico..., Vilamitjana tenia 61 veïns (caps de família) i 583 ànimes (habitants). Tenia 90 cases, Casa de la Vila i presó, i escola de primeres lletres que també devia servir per als nens de Gavet i Fontsagrada, que són citades entre les poblacions que ajuden a mantenir el mestre. S'hi fa constar que el clima era sa.
El 1860 va veure el seu moment de màxim creixement: 577 habitants. A partir d'aquí començà una davallada, com es veu en la informació que dona la Geografia de Francesc Carreras Candi: 217 edificis i 6 d'escampats, amb una població de 407 habitants de fet i 429 de dret.
Aquest descens es va veure interromput per les obres de l'Embassament de Sant Antoni, ja que Vilamitjana fou triada com a lloc de residència dels empleats de La Canadenca que s'encarregaven de construir la presa i les centrals. Vilamitjana assolia així els 773 h. el 1930. Acabades les obres, però, tornà a baixar el nombre d'habitants: 399 el 1940, per recuperar-se una mica en els inicis de la postguerra: 442, el 1960.
En el decurs dels darrers cinquanta anys s'ha produït una remodelació de la vila, ja que ha anat creixent el barri de la carretera, i s'han anat abandonant algunes de les cases del nucli antic. Actualment, la imatge que tenen els passavolants de la vila de Vilamitjana és el d'un poble construït al llarg de la carretera. La vila antiga roman amagada rere la pantalla de cases de ran de carretera.
A partir del 1960 vingué el descens de població que ha viscut la comarca sencera, com es pot apreciar en el quadre següent:
| 1990 | 1991 | 1994 | 1995 | 1996 | 2001 | 2003 | 2005 | 2019 |
| ---- | ---- | ---- | ---- | ---- | ---- | ---- | ---- | ---- |
| 254  | 240  | 240  | 240  | 239  | 222  | 216  | 207  | 162  |

L'any 2005 era el segon nucli més poblat del municipi, després mateix de la ciutat de Tremp. El 2019 tenia 162 habitants.

## Festes i tradicions
Antigament se celebrava la Festa Major el 14 de setembre, i s'hi feia una fira els dies 14 i 15 de novembre (el fet de celebrar fira era un dels privilegis inherents al títol de vila). Actualment, però, la Festa Major ha estat traslladada al penúltim diumenge d'agost.

## Comunicacions

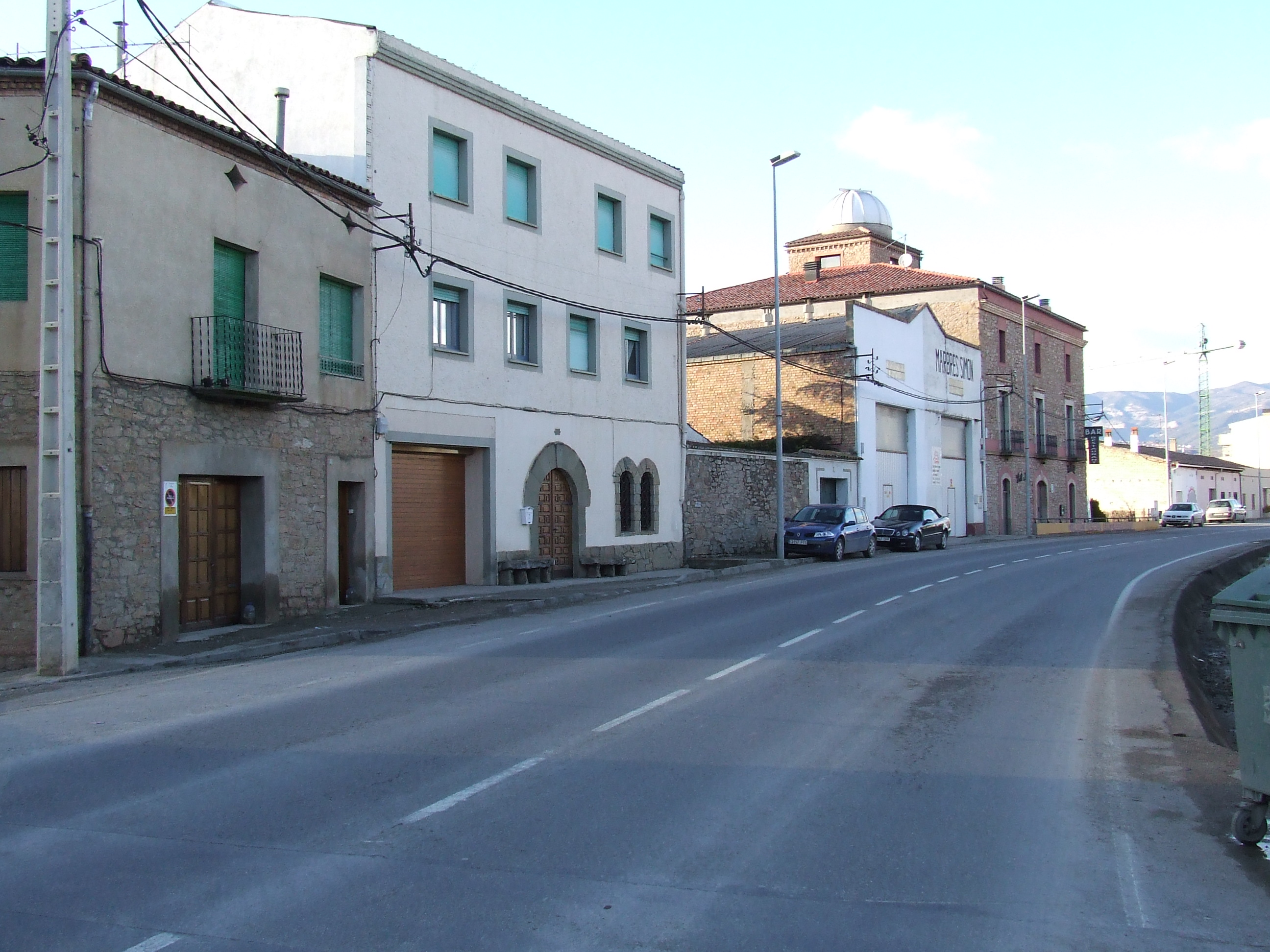
La imatge que tenen actualment de Vilamitjana els qui passen per la carretera

La carretera C-1412b, de Ponts a Tremp, travessa l'antic terme de Vilamitjana quasi en diagonal, al llarg de 3,5 quilòmetres. De l'extrem sud-est de l'antic terme arrenca cap al sud la carretera LV-9123, que mena a Sant Serni passant abans per Fontsagrada i Gavet, i algunes pistes rurals en bon estat comuniquen la vila amb les diferents partides agrícoles del terme i amb Suterranya.
Vilamitjana compta amb servei públic de transport interurbà. Té parada de l'autobús de la línia Barcelona-la Pobla de Segur, amb un servei al dia en direcció a Barcelona, al matí ben d'hora, i un altre a mitja tarda en direcció a la Pobla de Segur. També hi passa la línia Barcelona-eth Pònt de Rei, amb dos cotxes a mig matí en direcció a la Vall d'Aran (un d'ells té final de trajecte a Esterri d'Àneu), i dos a primera hora de la tarda cap a Barcelona.
A més a més, dues de les línies de transport escolar organitzades pel Consell Comarcal passen per Vilamitjana, per poder dur els nois i noies de la vila a l'escola o a l'institut de Tremp.